# Pipilotti Rist

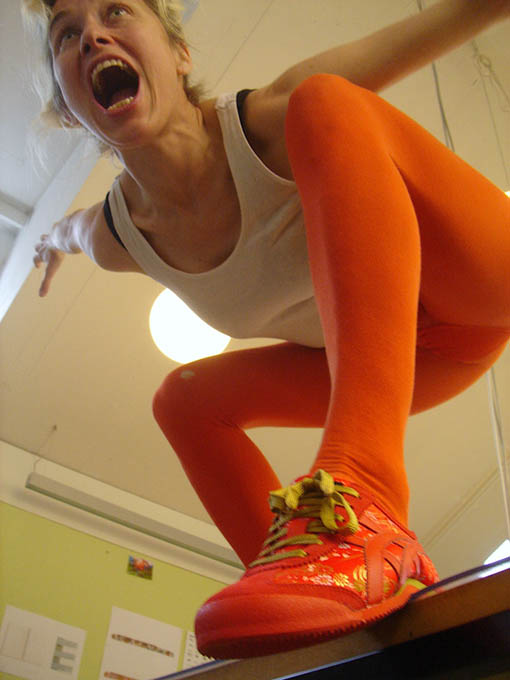
Pipilotti Rist

Elisabeth Charlotte Rist (ur. 21 czerwca 1962 w Grabs, St. Gallen, Szwajcaria) – szwajcarska artystka zajmująca się sztuką wideo. Żyje i pracuje w Zurychu i Los Angeles.

## Życiorys
Od dzieciństwa nazywana była Pipilotti. Imię to nawiązuje do noweli „Pippi Pończoszanka” Astrid Lindgren.
Rist studiowała w instytucie sztuki stosowanej w Wiedniu (Austria), a także z koncentracją na sztuce wideo w szkole projektowania (Schule für Gestaltung) w Bazylei (Szwajcaria). Podczas studiów zaczęła pracować kamerą super 8, tworząc kilkuminutowe filmy. Pracowała jako artystka i muzyk w Zurychu z predylekcją na wideo i komputerowe media. Była członkiem grupy muzycznej i performerskiej „Les Reines Prochaines” i członkiem laboratorium dźwięku i obrazu „Dig it” a także współzałożycielem Via group (sztuki audio i wideo) w Bazylei. Została zaproszona przez profesora Paula McCarthy do nauczania w UCLA. Pipilotti Rist żyje z partnerem Balzem Rothem, z którym ma syna Himalaya.

## Działalność
Pipilotti jest producentką, reżyserką, twórczynią wideo. Podkreśla wagę niezależności artystycznej produkcji. Używa zazwyczaj technik stojących w opozycji do tradycyjnych metod filmowych. Czerpie z zalet dźwięku i wizualnego potencjału zjawisk kulturowych, jak telewizja, dizajn, moda, rzeźba i muzyka. Traktuje telewizję jako „klejnot kultury popularnej”, pogrążający widza w środowisku bez granic ani punktu odniesienia. Podąża za radykałami takimi jak MacLuhan i Nam June Paik. W Art Of the Millenium, opublikowanym przez Uta Grosenick i Burkharda Riemschneidera (wydawnictwo Taschen w 1999) wybrano cytat sumujący prace artystki:
"messages conveyed on emotional and sensual frequencies can break more prejudices and habits than hundreds of pamphlets and intellectual tracts"
Rist prowadzi dyskusje z bardzo konceptualnymi problemami, różnicą w płciowości, identyfikacją, feminizmem i kulturą rozrywki.
Pipilotti często gra we własnym wideo, posiada wtedy dość komiczny stosunek między kamerą (widzem) tworząc humorystyczną prowokacje, utrzymując ironiczny dystans, zdolny do buntu i flirtu. W kontraście z wieloma konceptualnymi artystami, jej kolorowe i umuzykalnione prace przekazują intrygującą wizje szczęścia i prostoty. Pipilotti w wywiadzie, zapytana o to, czy jest feministką odpowiedziała "tak, szlachetność zobowiązuje do tego". Pipilotti nieustannie buduje swój własny charakter w pracach, miksując kreowanie siebie z promocyjną mową, często czerpiąc korzyści ze statusu osoby publicznej, widoczne jest to chociaż w koncertach podczas jej epizodu z grupą "Les Reines Prochaines".
Używa wielu przedmiotów codziennego użytku (ubrań, mebli), projektuje klipy – kolorowe, żywe, zabawne, czasami agresywne, krótkie, ale na poziomie efektywności zawodowych projektantów. Często wprowadza niespodziewane elementów np. gwałtowne, zamglone i drżące obrazy, dźwięki i przesycenia obrazu. Dla Pipilotti te środki są poetyckie, pokazują fałszywą naiwność, blisko świata sennych marzeń dzieciństwa, łatwo utożsamianych i całkowicie utopijnych.

## Prace
W "I'm Not The Girl Who Misses Much" (1986) Rist tańczy w czarnej sukience z odsłoniętym biustem. Obraz jest monochromatyczny i rozmazany. Rist śpiewa w kółko "I'm not the girl who misses much", odwołującą się do pierwszej linijki tekstu piosenki „Happiness Is a Warm Gun” zespołu The Beatles. Wideo zmierzając do końca przechodzi w odcień niebieski i zatrzymuje dźwięk.
Rist w Pickelporno (1992), mówi o cielesności i seksualnym pożądaniu. Kamera bada ciało mężczyzny. Obraz jest naładowany intensywnymi kolorami, delikatną aurą doznań.
Ever is Over All (1997) pokazuje w zwolnionym tempie młodą kobietę (Rist), która przechadza się po miejskiej uliczce i rozbija okna zaparkowanym samochodom, używając dużego młota w kształcie tropikalnego kwiatu. W 2016 r. podobny motyw wykorzystała Beyoncé w filmie towarzyszącym albumowi Lemonade.

### Prace wideo, super 8, i wideo instalacje
- 1984 - St. Marxer Friedhof (Sankt Marx Cemetery) - 4 minutes
- 1986 - Das Gute (The Good) - 9 minutes.
- 1986 - I'm Not The Girl Who Misses Much - 7:45 minutes. - Link Link 2 (Real Video)
- 1987 - Sexy Sad I - 4:36 minutes Link
- 1988 - (Entlastungen) Pipilottis Fehler ((Discharges) Pipilottis Mistakes) - 11:10 minutes Link
- 1988 - Japsen. With Muda Mathis - 12 minutes
- 1989 - Die Tempodrosslerin saust. With Muda Mathis - 14 mit
- 1990 - You Called Me Jacky - 4 minutes Link
- 1992 - Pickelporno - 12 minutes Link Link 2
- 1992 - Als der Bruder meiner Mutter geboren wurde, duftete es nach wilden Birnenblüten vor dem braungebrannten Sims (When My Mother's Brother Was Born, It Smelt of Pear Flowers Before the Brown Cornice) - 4 minutes Link
- 1992 - Blue Bodily Lettre
- 1993 - Blutclip -	2:50 minutes Link
- 1994 - Selbstlos im Lavabad (Selfless in the Bath of Lava)
- 1995 - I'm a Victim Of This Song - 5 minutes
- 1996 - Sip My Ocean - 8 minutes
- 1997 - Ever Is Over All
- 1998 - Remake of the Weekend Link
- 1999 - Regenfrau (I am called a plant)
- 1999 - Extremities
- 1999 - Vorstadthirn (Suburban Brain)
- 2000 - Open My Glade - 1 Min. Link
- 2000 - Himalaya's Sister's Living Room
- 2000 - Closet Circuit
- 2001 - The Belly Button Like a Village Square Link
- 2001 - Fliederstrudel (Fünf Uhr)
- 2001 - Related Legs Link
- 2004 - Herbstzeitlose
- 2005 - Homo sapiens sapiens - Gry Bay homepage with clip
- 2009 - Elixer - Installation with 10 rooms
- 2009 - Pepperminta (film fabularny)

## Nagrody
- 1988 – Prize of the Feminale Kolonia
- 1991 – Swiss Federal Arts Scholarship
- 1994 – Manor-Prize, St. Gallen
- 1994 – Video Art Prize of the Swiss Bank Corporation
- 1995 – Scholarship of the German Academic Exchange Service (DAAD)
- 1997 – Premio 2000 of the Biennale di Venezia
- 1998 – Nomination for the Hugo Boss Prize
- 1999 – Wolfgang-Hahn-Preis
- 2001 – Art Prize of the City of Zurich
- 2004 – 01 award und Honorary Professorship of the Universität der Künste, Berlin

## Literatura

### Publikacje
- 1998 - Himalaya, Pipilotti Rist 50 kg, incl. CD we can't. Oktagon Verlag: Kolonia. ISBN 3-89611-072-1
- 1998 - Remake of the Weekend. incl.. CD. Oktagon: Cologne. ISBN 3-89611-046-2
- 2001 - Pipilotti Rist. With contributions by Peggy Phelan, Hans Ulrich Obrist, Elisabeth Bronfen. Phaidon: Londyn. ISBN 0-7148-3965-5
- 2001 - Apricots Along The Street. Scalo: Zurych/Berlin/Nowy Jork, ISBN 3-908247-50-0
- 2004 - Jestem swoją własną obcą świnią (Ich bin mein eigenes fremdes Schwein/I am my own foreign pig). z Birgit Kempker. Centrum Sztuki Współczesnej: Warszawa. ISBN 83-88277-13-8

### O Pipilotti Rist
- Elizabeth Janus: "Pipilotti Rist, video artist", Art Forum, Summer 1996 (angielski)
- Parkett 48, 1996
- DU, June 1997
- Francis McKee: Pipilotti Rist: Show a Leg. Tramway: New York 2002. ISBN 1-899551-26-3
- Andre Seleanu: "Pipilotti Rist at the Outer Frontiers of Video", Artfocus 69, 2000
- Änne Söll: Arbeit am Körper. Videos und Videoinstallationen von Pipilotti Rist. Schreiber: Munich 2004. ISBN 3-88960-069-7
- Änne Söll: "Der Traum vom Fliegen – Dienstleistung und Geschlecht in Pipilotti Rists 'Pamela'" (PDF)

### Prace wideo
- Compilation of 14 videos at UbuWeb
- Works available at pipilottirist.net. pipilottirist.net. [zarchiwizowane z tego adresu (2007-06-27)].
- Objekt: Der TV-Lüster (1993). kunstmuseumsg.ch. [zarchiwizowane z tego adresu (2007-01-21)].
- telemaquetime.free.fr: Many still images
- newmedia-art.org - Various works. newmedia-art.org. [zarchiwizowane z tego adresu (2006-06-14)]. (Real Video, QuickTime)
- Rist gives a tour through SFMOMA's exhibit. sfmoma.org. [zarchiwizowane z tego adresu (2006-10-01)].
- Pipilotti Rist at the Goetz Collection, ZKM. zkm.de. [zarchiwizowane z tego adresu (2005-12-17)]. (QuickTime)
- A look at Pipilotti Rist's recent exhibition Pour Your Body Out (7354 Cubic Meters)

### Wywiady
- Interview on kfunigraz.ac.at. gewi.kfunigraz.ac.at. [zarchiwizowane z tego adresu (2006-05-02)]. (niemiecki)
- Interview in Jungle World, 15. April 1998. nadir.org. [zarchiwizowane z tego adresu (2008-10-23)]. (niemiecki)
- Interview in Afterimages 11/2000
- Interview in Art Journal, Winter 2000
- Interview in Die Weltwoche 5/2004. weltwoche.ch. [zarchiwizowane z tego adresu (2008-10-29)]. (niemiecki)
- Interview in Contemporary, May 2007. contemporary-magazines.com. [zarchiwizowane z tego adresu (2009-09-07)].

### Przeglądy
- Review of FACT retropective, Liverpool, June 2008 in ArtReview. artreview.com. [zarchiwizowane z tego adresu (2009-09-07)].